# Rodolfo Chikilicuatre

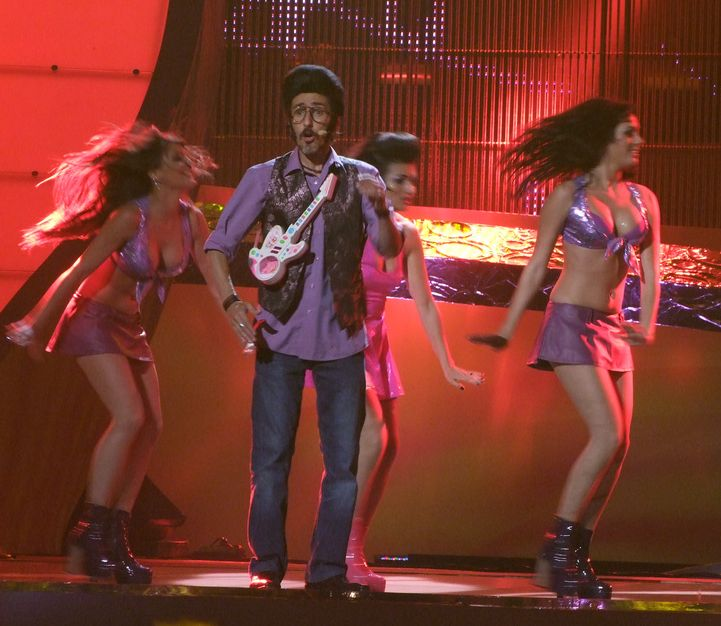
Rodolfo Chikilicuatre a Belgrado nel 2008

Rodolfo Chikilicuatre è uno dei personaggi fittizi interpretato dall'attore comico spagnolo David Fernández Ortiz (nato il 24 giugno 1970 a Igualada, nella provincia di Barcellona).
Esso venne lanciato da Andreu Buenafuente all'interno del suo omonimo programma de La Sexta.
Grazie alla sua vittoria nella selezione spagnola per l'Eurovision Song Contest 2008 Salvemos Eurovisión condotta da Raffaella Carrà, e dopo le polemiche dovute alla natura politica di certi personaggi citati nella versione originale della canzone (José Luis Zapatero, Mariano Rajoy, Hugo Chávez, Juan Carlos di Borbone, poi rimossi per ottemperare le regole dell'EBU), ha rappresentato la Spagna all'Eurovision Song Contest, con Baila el Chiki-Chiki, il 24 maggio 2008 a Belgrado in Serbia. Si è classificato al sedicesimo posto, con 55 punti. Poco dopo, Ortiz abbandona definitivamente il ruolo di tale personaggio.

## Filmografia
- Il commissario Torrente - Il braccio idiota della legge (Torrente 4), regia di Santiago Segura (2011)